# طوماش هوبر
طوماش هوبر (بالتشيكية: Tomáš Huber) (29 أغسطس 1985 بيابلونتس ناد نيسو في التشيك - ) هو لاعب كرة قدم تشيكي في مركز الدفاع. لعب مع سبارتا براغ ونادي روجومبيروك ونادي يابلونتس وFK Baník Sokolov ‏ وFK Letohrad ‏ ونادي داك 1904 دونيسكا ستريدا.

## وصلات خارجية
- طوماش هوبر على موقع قاعدة بيانات كرة القدم.إي يو (الإنجليزية)
- طوماش هوبر على موقع Soccerway.com (الإنجليزية)
- طوماش هوبر على موقع عالم كرة القدم.نت (الإنجليزية)